# Stabilization Fund of the Russian Federation
Stabilization fund of the Russian Federation (em russo:  Стабилизационный фонд Российской Федерации) é um fundo soberano da Rússia fundado em 2004.